# П'єтрапорціо
П'єтрапорціо (італ. Pietraporzio, п'єм. Peiropurch) — муніципалітет в Італії, у регіоні П'ємонт,  провінція Кунео.
П'єтрапорціо розташовані на відстані близько 520 км на північний захід від Рима, 100 км на південний захід від Турина, 45 км на захід від Кунео.
Населення — 81 особа (2014).

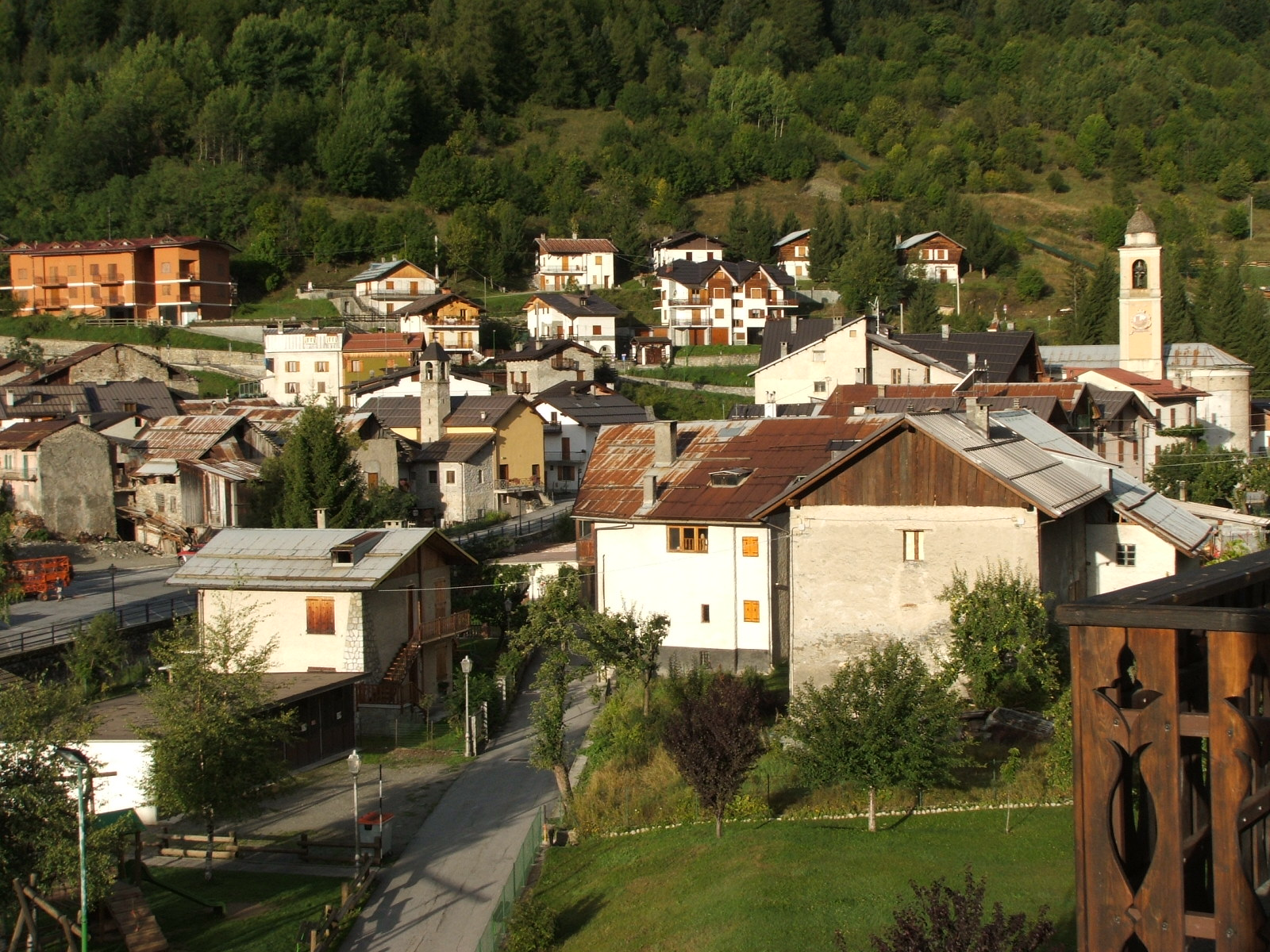

Щорічний фестиваль відбувається 3 серпня. Покровитель — Madonna del Carmine.

## Демографія
Населення за роками:

Станом на 1 січня 2023 року в муніципалітеті офіційно проживали 2 іноземці (громадяни Румунії).

## Сусідні муніципалітети
- Арджентера
- Канозіо
- Сент-Етьєнн-де-Тіне (Франція)
- Самбуко
- Вінадіо